# Tamolanica atricoxis
Tamolanica atricoxis es una especie de mantis de la familia Mantidae.

## Distribución geográfica
Se encuentra en Australia.